# Tarik Saleh
Tarik Saleh (Tarik David Johan Saleh, ur. 28 stycznia 1972 w Sztokholmie) – szwedzki producent pochodzenia egipskiego, animator, publicysta, dziennikarz i reżyser filmowy. 
W latach 90. jeden z najbardziej popularnych artystów grafiti w Szwecji. Jego malowidła wciąż można podziwiać na przedmieściach Sztokholmu. Pracował dla Sveriges Television AB (SVT). W 2003 nakręcił dla nich serial "Dream team". Jest jednym z założycieli grupy produkcyjnej Atmo Animation. Autor niemal trzydziestu kreskówek. Jego filmy dokumentalne Gitmo - Nowe prawa wojny i Sacrificio: Who Betrayed Che Guevara zdobyły wiele nagród na festiwalach filmowych. 
W swojej pracy wykorzystuje takie techniki jak fotomontaż, wycinanki (cut-out graphics) oraz używa techniki, w której prawdziwe fotografie zostają poddane komputerowej obróbce, a następnie zanimowane.
Animowany film Tarika Saleha Metropia był wyświetlany w 2009 w Polsce podczas 25.Warszawskiego Międzynarodowego Festiwalu Filmowego.  
W 2011 roku nakręcił teledysk do piosenki I Follow Rivers Lykke Li. 

## Filmografia

### Filmy pełnometrażowe
- 2009: Metropia
- 2014: Tommy
- 2017: Morderstwo w hotelu Hilton (The Nile Hilton Incident)
- 2022: Najemnik (The Nile Hilton Incident)
- 2022: Chłopiec z niebios (Boy from Heaven)

### Filmy dokumentalne
- 2001: Sacrificio: Who Betrayed Che Guevara
- 2005: Gitmo - The New Rules of War